# Olympische Sommerspiele 1952/Teilnehmer (Tschechoslowakei)
| Gelbes Symbol für Goldmedaillen mit stilisierten Olympischen Ringen | Graues Symbol für Silbermedaillen mit stilisierten Olympischen Ringen | Braundes Symbol für Bronzemedaillen mit stilisierten Olympischen Ringen |
| ------------------------------------------------------------------- | --------------------------------------------------------------------- | ----------------------------------------------------------------------- |
| 7                                                                   | 3                                                                     | 3                                                                       |

Die Tschechoslowakei nahm an den Olympischen Sommerspielen 1952 in der finnischen Hauptstadt Helsinki mit 99 Sportlern, 13 Frauen und 86 Männern, an 70 Wettkämpfen in 11 Sportarten teil.
Seit 1920 war die siebte Teilnahme eines tschechoslowakischen Teams an Olympischen Sommerspielen.
Jüngster Athlet war der 17-jährige Ruderer Miroslav Koranda, ältester Athlet der 43-jährige Kanute Bohuslav Karlík.

## Flaggenträger
Vít Matlocha trug die Flagge der Tschechoslowakei während der Eröffnungsfeier im Olympiastadion.

## Medaillen

### Medaillengewinner
Mit sieben gewonnenen Gold-, drei Silber- und drei Bronzemedaillen belegte das tschechoslowakische Team Platz 6 im Medaillenspiegel.
Erfolgreichster Teilnehmer war der Leichtathlet Emil Zátopek, der drei Goldmedaillen gewann.

#### Gold

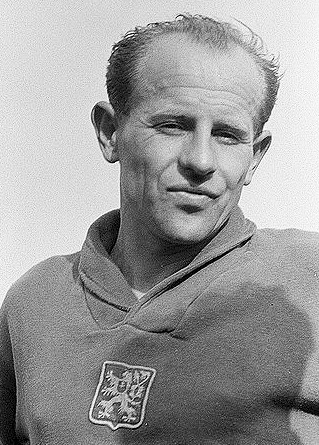
Dreimal Gold: Emil Zátopek

| Name/n                                                                           | Sportart       | Wettkampf             |
| -------------------------------------------------------------------------------- | -------------- | --------------------- |
| Ján Zachara                                                                      | Boxen          | Federgewicht          |
| Josef Holeček                                                                    | Kanu           | Einer-Canadier 1000 m |
| Dana Zátopková                                                                   | Leichtathletik | Speerwurf             |
| Emil Zátopek                                                                     | Leichtathletik | 5000 m                |
| Emil Zátopek                                                                     | Leichtathletik | 10.000 m              |
| Emil Zátopek                                                                     | Leichtathletik | Marathon              |
| Jiří Havlis, Jan Jindra, Miroslav Koranda, Stanislav Lusk und Karel Mejta senior | Rudern         | Vierer mit Steuermann |

#### Silber
| Name/n                             | Sportart       | Wettkampf              |
| ---------------------------------- | -------------- | ---------------------- |
| Jan Brzák-Felix und Bohumil Kudrna | Kanu           | Zweier-Canadier 1000 m |
| Josef Doležal                      | Leichtathletik | 50 km Gehen            |
| Josef Růžička                      | Ringen         | Schwergewicht          |

#### Bronze
| Name/n | Sportart | Wettkampf               |
| --- | -------- | ----------------------- |
| Alfréd Jindra | Kanu     | Einer-Canadier 10.000 m |
| Mikuláš Athanasov | Ringen   | Leichtgewicht           |
| Hana Bobková, Eva Bosáková, Alena Chadimová, Jana Rabasová, Alena Reichová, Matylda Šínová, Božena Srncová und Věra Vančurová | Turnen   | Mannschaftsmehrkampf    |

### Medaillen nach Sportarten
| Rang | Sportart       | G | S | B | gesamt |
| ---- | -------------- | - | - | - | ------ |
| 1    | Leichtathletik | 4 | 1 | - | 5      |
| 2    | Kanu           | 1 | 1 | 1 | 3      |
| 3    | Rudern         | 1 | - | - | 1      |
| 3    | Boxen          | 1 | - | - | 1      |
| 5    | Ringen         | - | 1 | 1 | 2      |
| 6    | Turnen         | - | - | 1 | 1      |

## Teilnehmer nach Sportarten

### Basketball
- Jiří Baumruk, Miroslav Baumruk, Zdeněk Bobrovský, Josef Ezr, Eugen Horniak, Miloslav Kodl, Luboš Kolář, Jan Kozák, Jiří Matoušek, Ivan Mrázek, Zdeněk Rylich, Jaroslav Šíp und Milošlav Škeřík
Hauptrunde, Gruppe A: mit einem Sieg und zwei Niederlagen (Rang 3) nicht für die Viertelfinalspiele qualifiziert
51:53 (32:32)-Niederlage gegen  Uruguay
47:72 (21:35)-Niederlage gegen die  Vereinigten Staaten von Amerika
63:39 (34:23)-Sieg gegen  Ungarn

### Boxen
Bantamgewicht (bis 54 kg)
- František Majdloch
1. Runde: Freilos
2. Runde: 3:0-Punktsieg gegen Angel Figueroa aus Puerto Rico
Viertelfinale: 0:3-Niederlage gegen Gennady Garbuzov aus der Sowjetunion, Rang 5

Federgewicht (bis 57 kg)
- Ján Zachara
1. Runde: 3:0-Punktsieg gegen Åke Wärnström aus Schweden
2. Runde: 3:0-Punktsieg gegen Seo Byeong-Ran aus Südkorea
Viertelfinale: 2:1-Punktsieg gegen János Erdei aus Ungarn
Halbfinale: 2:1-Punktsieg gegen Len Leisching aus Südafrika
Finale: 2:1-Punktsieg gegen Sergio Caprari aus Italien, Rang 1

Weltergewicht (bis 67 kg)
- Július Torma
1. Runde: 2:1-Punktsieg gegen Johnny Maloney aus Großbritannien
2. Runde: 2:1-Punktsieg gegen Louis Gage aus den USA
Viertelfinale: 0:3-Niederlage gegen Zygmunt Chychła aus Polen, Rang 5

Mittelgewicht (bis 75 kg)
- Bedřich Koutný
1. Runde: 2:1-Punktsieg gegen Héctor Maturano aus Argentinien
2. Runde: 1:2-Niederlage gegen Dieter Wemhöner aus Deutschland, Rang 9

Schwergewicht (über 81 kg)
- Horymír Netuka
1. Runde: Freilos
2. Runde: 3:0-Punktsieg gegen Carl Fitzgerald aus Österreich
2. Runde, Wiederholung: 0:3-Niederlage gegen Ingemar Johansson aus Schweden, Rang 9

### Gewichtheben
Bantamgewicht (bis 56 kg)
- Karel Saitl (55,75 kg)
Finale: 272,5 kg, Rang 10
Militärpresse: 75,0 kg / 80,0 kg / 82,5 kg, Rang 8
Reißen: 80,0 kg / 85,0 kg / 85,0 kg, Rang 13
Stoßen: 105,0 kg / 110,0 kg / 112,5 kg, Rang 7

Leichtgewicht (bis 67,5 kg)
- Robert Belza (67,45 kg)
Finale: 320,0 kg, Rang 11
Militärpresse: 85,0 kg / 90,0 kg / 92,5 kg, Rang 15
Reißen: 90,0 kg / 95,0 kg / 97,5 kg, Rang 12
Stoßen: 122,5 kg / 127,5 kg / 130,0 kg, Rang 6

Mittelgewicht (bis 75 kg)
- Václav Pšenička junior (74,75 kg)
Finale: 350,0 kg, Rang 11
Militärpresse: 92,5 kg / 97,5 kg / 100,0 kg, Rang 13
Reißen: 100,0 kg / 105,0 kg / 107,5 kg, Rang 9
Stoßen: 130,0 kg / 140,0 kg / 142,5 kg, Rang 6

Halbschwergewicht (bis 82,5 kg)
- Josef Hantych (81,80 kg)
Finale: 345,0 kg, Rang 15
Militärpresse: 87,5 kg / 92,5 kg / 95,0 kg, Rang 20
Reißen: 105,0 kg / 110,0 kg / 110,0 kg, Rang 11
Stoßen: 135,0 kg / 140,0 kg / 145,0 kg, Rang 15

### Kanu

#### Männer

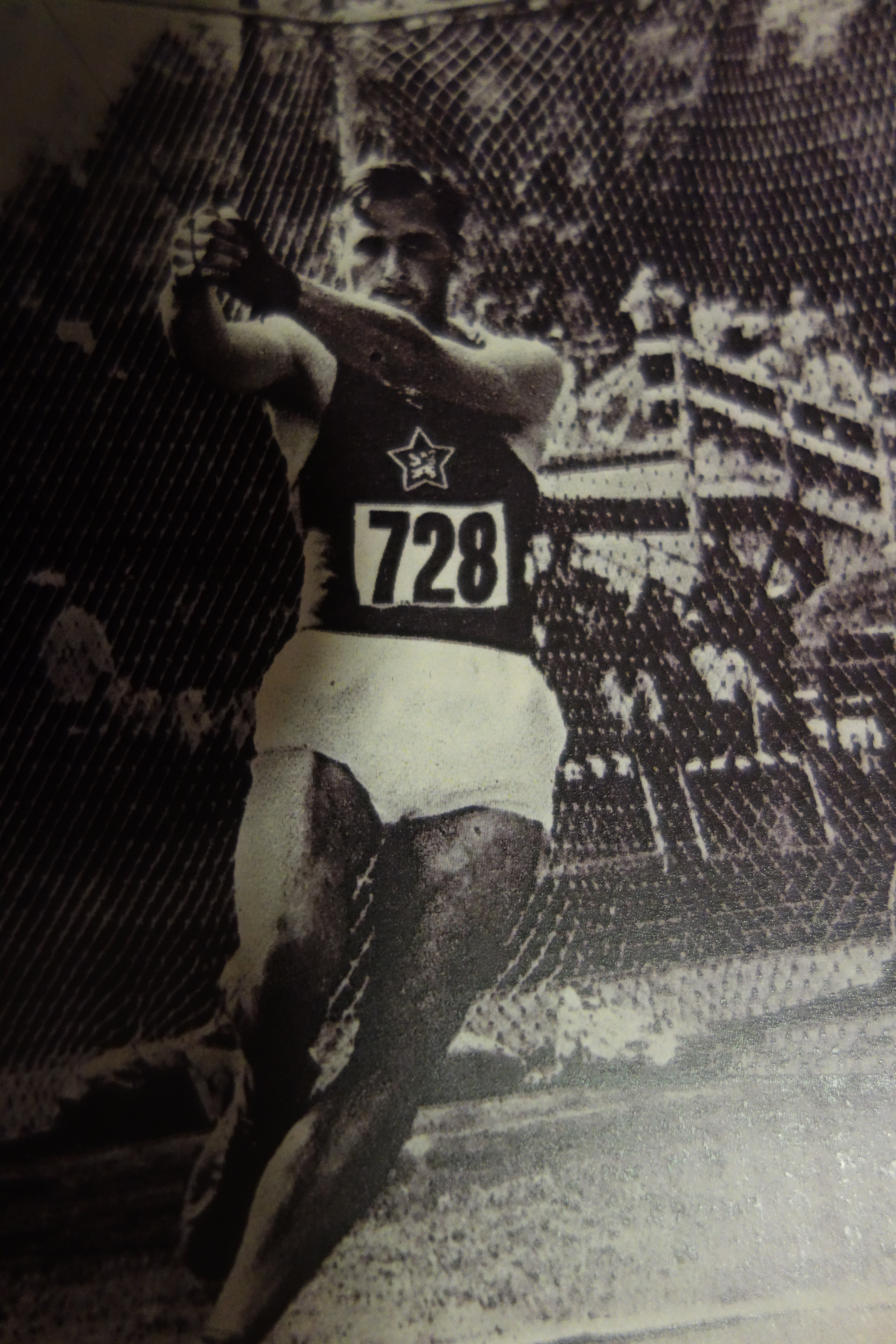
Rang 4 im Hammerwurf: Jiří Dadák

Einer-Kajak 1000 m
- Luboš Vambera
Runde 1: in Lauf 1 (Rang 2) mit 4:30,1 min für das Finale qualifiziert
Finale: 4:24,0 min, Rang 6

Einer-Kajak 10.000 m
- Miloš Pech
Finale: 48:25,8 min, Rang 6

Zweier-Kajak 1000 m
- Ota Kroutil und Jan Matocha
Runde 1: in Lauf 1 (Rang 5) 3:56,3 min nicht für die Halbfinalläufe qualifiziert

Zweier-Kajak 10.000 m
- Bedřich Dvořák und Rudolf Klabouch
Finale: 45:39,6 min, Rang 7

Einer-Canadier 1000 m
- Josef Holeček
Runde 1: in Lauf 2 (Rang 1) mit 5:06,0 min für das Finale qualifiziert
Finale: 4:56,3 min, Rang 1

Einer-Canadier 10.000 m
- Alfréd Jindra
Finale: 57:53,1 min, Rang 3

Zweier-Canadier 1000 m
- Jan Brzák-Felix und Bohumil Kudrna
Runde 1: in Lauf 1 (Rang 2) mit 4:43,3 min für das Finale qualifiziert
Finale: 4:42,9 min, Rang 2

Zweier-Canadier 10.000 m
- Bohuslav Karlík und Oldřich Lomecký
Finale: 55:10,9 min, Rang 6

#### Frauen
Einer-Kajak 500 m
- Marta Kroutilová
Runde 1: in Lauf 2 (Rang 3) mit 2:27,1 min für das Finale qualifiziert
Finale: 2:23,8 min, Rang 7

### Leichtathletik

#### Männer
100 m
- František Brož
Vorläufe: in Lauf 11 (Rang 4) mit 11,0 s (handgestoppt) bzw. 11,32 s (elektronisch) nicht für die Viertelfinalläufe qualifiziert

- Miroslav Horčic
Vorläufe: in Lauf 1 (Rang 4) mit 11,1 s (handgestoppt) bzw. 11,23 s (elektronisch) nicht für die Viertelfinalläufe qualifiziert

- Zdeněk Pospíšil
Vorläufe: in Lauf 9 (Rang 4) mit 11,0 s (handgestoppt) bzw. 11,25 s (elektronisch) nicht für die Viertelfinalläufe qualifiziert

200 m
- František Brož
Vorläufe: in Lauf 15 (Rang 3) mit 22,2 s (handgestoppt) bzw. 22,35 s (elektronisch) nicht für die Viertelfinalläufe qualifiziert

- Miroslav Horčic
Vorläufe: in Lauf 13 (Rang 2) mit 22,4 s (handgestoppt) bzw. 22,52 s (elektronisch) für die Viertelfinalläufe qualifiziert
Viertelfinale: in Lauf 1 (Rang 5) mit 22,1 s (handgestoppt) bzw. 22,44 s (elektronisch) nicht für die Halbfinalläufe qualifiziert

- Václav Janeček
Vorläufe: in Lauf 9 (Rang 1) mit 21,9 s (handgestoppt) bzw. 21,99 s (elektronisch) für die Viertelfinalläufe qualifiziert
Viertelfinale: in Lauf 3 (Rang 2) mit 21,7 s (handgestoppt) bzw. 21,93 s (elektronisch) für die Halbfinalläufe qualifiziert
Halbfinale: in Lauf 1 (Rang 6) mit 22,0 s (handgestoppt) bzw. 22,12 s (elektronisch) nicht für das Finale qualifiziert

400 m
- Jiří David
Vorläufe: in Lauf 12 (Rang 5) mit 49,1 s (handgestoppt) bzw. 49,23 s (elektronisch) nicht für die Viertelfinalläufe qualifiziert

- Milan Fillo
Vorläufe: in Lauf 8 (Rang 3) mit 48,7 s (handgestoppt) bzw. 48,91 s (elektronisch) nicht für die Viertelfinalläufe qualifiziert

800 m
- Ludvík Liška
Vorläufe: in Lauf 6 (Rang 3) mit 1:52,3 min (handgestoppt) für die Halbfinalläufe qualifiziert
Halbfinale: in Lauf 2 (Rang 6) mit 1:54,8 min (handgestoppt) bzw. 1:55,04 min (elektronisch) nicht für das Finale qualifiziert

1500 m
- Václav Čevona
Vorläufe: in Lauf 6 (Rang 2) mit 3:53,4 min (handgestoppt) bzw. 3:53,45 min (elektronisch) für die Halbfinalläufe qualifiziert
Halbfinale: in Lauf 1 (Rang 7) mit 3:51,4 min (handgestoppt) bzw. 3:51,37 min (elektronisch) nicht für das Finale qualifiziert

- Stanislav Jungwirth
Vorläufe: in Lauf 2 (Rang 3) mit 3:52,4 min (handgestoppt) bzw. 3:52,58 min (elektronisch) für die Halbfinalläufe qualifiziert
Halbfinale: in Lauf 2 (Rang 7) mit 3:51,0 min (handgestoppt) bzw. 3:51,72 min (elektronisch) nicht für das Finale qualifiziert

5000 m
- Emil Zátopek
Vorläufe: in Lauf 3 (Rang 3) mit 14:26,0 min (handgestoppt) bzw. 14:25,81 min (elektronisch) für das Finale qualifiziert
Finale: 14:06,6 min (handgestoppt, OR) bzw. 14:06,72 min (elektronisch), Rang 1

10.000 m
- Emil Zátopek
Finale: 29:17,0 min (handgestoppt, OR), Rang 1

Marathon
- Jaroslav Šourek
Finale: 2:41:40,4 h (+18:37,2 min), Rang 35

- Emil Zátopek
Finale: 2:23:03,2 h, Rang 1

10.000 m Gehen
- Josef Doležal
Vorrunde: in Gruppe 2 (Rang 5) mit 47:06,2 min (handgestoppt) für das Finale qualifiziert:
Finale: nicht angetreten

50 km Gehen
- Josef Doležal
Finale: 4:30:17,8 h (+2:10,0 min), Rang 2

3000 m Hindernis
- Jindřich Roudný
Vorläufe: in Lauf 1 (Rang 5) mit 9:06,4 min (handgestoppt) bzw. 9:06,92 min (elektronisch) nicht für das Finale qualifiziert

4 × 100 m Staffel
- František Brož, Jiří David, Miroslav Horčic und Zdeněk Pospíšil
Vorläufe: in Lauf 3 (Rang 2) mit 41,5 s (handgestoppt) bzw. 41,49 s (elektronisch) für die Halbfinalläufe qualifiziert
Halbfinale: in Lauf 2 (Rang 3) mit 41,3 s (handgestoppt) bzw. 41,46 s (elektronisch) für das Finale qualifiziert
Finale: 41,2 s (handgestoppt) bzw. 41,41 s (elektronisch), Rang 6

Kugelstoßen
- Miloš Máca
Qualifikation: 53,72 m, Rang 7, für das Finale qualifiziert
1. Stoß: 53,72 m
2. Stoß: ausgelassen
3. Stoß: ausgelassen
Finale: 51,78 m, Rang 15
1. Stoß: 51,78 m
2. Stoß: 46,89 m
3. Stoß: 48,99 m, nicht für das Finale der besten sechs Athleten qualifiziert

Hammerwurf 
- Jiří Dadák
Qualifikation, Gruppe A: 53,66 m, Rang 4, für das Finale qualifiziert
1. Wurf: 53,66 m
2. Wurf: ausgelassen
3. Wurf: ausgelassen
Finale: 56,81 m, Rang 4
1. Wurf: 54,00 m
2. Wurf: 56,81 m
3. Wurf: ungültig, für das Finale der besten sechs Athleten qualifiziert
4. Wurf: 51,72 m
5. Wurf: 55,61 m
6. Wurf: 54,04 m

#### Frauen
Hochsprung
- Olga Modrachová
Finale: 1,58 m, Rang 5
1,35 m: ausgelassen
1,40 m: ohne Fehlversuch
1,45 m: ohne Fehlversuch
1,50 m: ohne Fehlversuch
1,55 m: ohne Fehlversuch
1,58 m: ohne Fehlversuch
1,61 m: drei Fehlversuche

Kugelstoßen
- Jaroslava Křítková
Qualifikation: 12,57 m, Rang 12, für das Finale qualifiziert
1. Stoß: 12,57 m
2. Stoß: ausgelassen
3. Stoß: ausgelassen
Finale: 12,73 m, Rang 12
1. Stoß: 12,18 m
2. Stoß: 12,59 m
3. Stoß: 12,73 m; nicht für das Finale der besten sechs Athletinnen qualifiziert

Diskuswurf
- Libuše Nováková
Qualifikation: 39,89 m, Rang 7, für das Finale qualifiziert
1. Wurf: 39,89 m
2. Wurf: ausgelassen
3. Wurf: ausgelassen
Finale: 38,83 m, Rang 13
1. Wurf: 38,17 m
2. Wurf: ungültig
3. Wurf: 38,83 m; nicht für das Finale der besten sechs Werferinnen qualifiziert

Speerwurf
- Dana Zátopková
Qualifikation: 45,57 m, Rang 3, für das Finale qualifiziert
1. Wurf: 45,57 m
2. Wurf: ausgelassen
3. Wurf: ausgelassen
Finale: 50,47 m, OR, Rang 1 
1. Wurf: 50,47 m
2. Wurf: 41,34 m
3. Wurf: 46,28 m; für das Finale der besten sechs Werferinnen qualifiziert
4. Wurf: 43,45 m
5. Wurf: 45,62 m
6. Wurf: 47,63 m

### Radsport
Bahnwettbewerbe
Sprint
- Zdeněk Košta
1. Runde: in Lauf 2 (Rang 2) nicht direkt für die Viertelfinalläufe qualifiziert
1. Runde, Hoffnungsläufe: in Lauf 2 (Rang 3) nicht für die Viertelfinalläufe qualifiziert, Rang 18

1000 m Zeitfahren
- Ladislav Fouček
Finale: 1:15,2 min (+4,1 s), Rang 12

Straßenrennen (190,4 km)
Einzelwertung
- Karel Nesl
Finale: Rennen nicht beendet

- Milan Perič
Finale: Rennen nicht beendet

- Stanislav Svoboda
Finale: Rennen nicht beendet

- Jan Veselý
Finale: Rennen nicht beendet

Mannschaftswertung
- Karel Nesl, Milan Perič, Stanislav Svoboda und Jan Veselý
Finale: Rennen nicht beendet

### Ringen
Freistil
Weltergewicht (bis 73 kg)
- Vladislav Sekal
1. Runde: 0:3-Niederlage gegen Cyril Martin aus Südafrika
2. Runde: Schultersieg gegen Jos De Jong aus Belgien
3. Runde: Schultersieg gegen Mohamed Hassan Moussa aus Ägypten
4. Runde: 1:2-Niederlage gegen Alberto Longarella aus Argentinien (1:2)

Schwergewicht (über 87 kg)
- Josef Růžička
1. Runde: Schulterniederlage gegen Bertil Antonsson aus Schweden
2. Runde: Schulterniederlage gegen Taisto Kangasniemi aus Finnland

Griechisch-römischer Stil
Fliegengewicht (bis 52 kg)
- Josef Zeman
1. Runde: 0:3-Niederlage gegen Svend Aage Thomsen aus Dänemark
2. Runde: Schulterniederlage gegen Maurice Mewis aus Belgien

Leichtgewicht (bis 67 kg)
- Mikuláš Athanasov
1. Runde: 3:0-Sieg gegen Georgios Petmezas aus Griechenland
2. Runde: 2:1-Sieg gegen André Verdaine aus Frankreich
3. Runde: Sieg gegen Zbigniew Szajewski aus Polen durch verletzungsbedingte Aufgabe des Gegners
4. Runde: Schultersieg gegen Franco Benedetti aus Italien
5. Runde: Schulterniederlage gegen Shazam Safin aus der Sowjetunion
Finalrunde: Schulterniederlage gegen Gustav Freij aus Schweden, Rang 3

Weltergewicht (bis 73 kg)
- Vladislav Sekal
1. Runde: 0:3-Niederlage gegen Semyon Marushkin aus der Sowjetunion
2. Runde: 0:3-Niederlage gegen Ahmet Şenol aus der Türkei

Schwergewicht (über 87 kg)
- Josef Růžička
1. Runde: Schultersieg gegen József Kovács aus Ungarn
2. Runde: 1:2-Niederlage gegen Guido Fantoni aus Italien
3. Runde: Schultersieg gegen Bengt Fahlkvist aus Schweden
4. Runde: Schultersieg gegen Willi Waltner aus Deutschland
5. Runde: Schultersieg gegen Tauno Kovanen aus Finnland
Finalrunde: Schulterniederlage gegen Johannes Kotkas aus der Sowjetunion, Rang 2

### Rudern
Einer
- František Reich
1. Runde: in Lauf 2 (Rang 4) mit 7:59,0 min nicht direkt für die 2. Runde qualifiziert
1. Runde, Hoffnungsläufe: in Lauf 3 (Rang 1) mit 7:39,0 min für die Halbfinal-Hoffnungsläufe qualifiziert
Halbfinale, Hoffnungsläufe: in Lauf 2 (Rang 3) mit 7:55,0 min nicht für das Finale qualifiziert

Doppelzweier
- Antonín Malinkovič und Jiří Vykoukal
1. Runde: in Lauf 4 (Rang 2) mit 7:11,6 min für die Halbfinalläufe qualifiziert
Halbfinale: in Lauf 1 (Rang 1) mit 7:23,5 min für das Finale qualifiziert
Finale: 7:53,8 min (+20,6 s), Rang 5

Vierer mit Steuermann
- Jiří Havlis, Jan Jindra, Miroslav Koranda, Stanislav Lusk und Karel Mejta senior
1. Runde: in Lauf 3 (Rang 1) mit 7:16,6 min für die Halbfinalläufe qualifiziert
Halbfinale: in Lauf 2 (Rang 1) mit 6:58,5 min für das Finale qualifiziert
Finale: 7:33,4 min, Rang 1

### Schießen
Freie Scheibenpistole
- František Maxa
Finale: 530 Ringe, Rang 15
1. Runde: 87 Ringe, Rang 19
2. Runde: 84 Ringe, Rang 31
3. Runde: 89 Ringe, Rang 17
4. Runde: 86 Ringe, Rang 22
5. Runde: 90 Ringe, Rang 11
6. Runde: 94 Ringe, Rang 03

- Miroslav Proft
Finale: 519 Ringe, Rang 24
1. Runde: 87 Ringe, Rang 21
2. Runde: 83 Ringe, Rang 33
3. Runde: 86 Ringe, Rang 29
4. Runde: 92 Ringe, Rang 04
5. Runde: 84 Ringe, Rang 39
6. Runde: 87 Ringe, Rang 29

Schnellfeuerpistole
- Ladislav Ondřej
Finale: 560 Ringe, 60 Treffer, Rang 19
1. Runde: 278 Ringe, 30 Treffer, Rang 24
2. Runde: 282 Ringe, 30 Treffer, Rang 19

- Zlatko Poláček
Finale: 535 Ringe, 60 Treffer, Rang 31
1. Runde: 268 Ringe, 30 Treffer, Rang 42
2. Runde: 267 Ringe, 30 Treffer, Rang 41

Tontaubenschießen
- František Čapek
Finale: 188 Punkte, Rang 4
1. Runde: 95 Punkte, Rang 05
2. Runde: 93 Punkte, Rang 11

- Igor Treybal
Finale: 181 Punkte, Rang 19
1. Runde: 87 Punkte, Rang 23
2. Runde: 94 Punkte, Rang 10

### Schwimmen
100 m Rücken
- Ladislav Bačík
Vorläufe: in Lauf 3 (Rang 4) mit 1:10,2 min nicht für die Halbfinalläufe qualifiziert

200 m Brust
- Ľudovít Komadel
Vorläufe: in Lauf 3 (Rang 1) mit 2:38,9 min für die Halbfinalläufe qualifiziert
Halbfinale: in Lauf 1 (Rang 2) mit 2:38,8 min für das Finale qualifiziert
Finale: 2:40,1 min, Rang 8

- Vlastimil Linhart
Vorläufe: in Lauf 6 (Rang 6) mit 2:48,0 min nicht für die Halbfinalläufe qualifiziert

- Vladimír Skovajsa
Vorläufe: in Lauf 4 (Rang 7) mit 2:53,3 min nicht für die Halbfinalläufe qualifiziert

### Turnen

#### Männer
Einzelmehrkampf
| Rang | Name             | Punkte (Platz) je Disziplin (P = Pflicht, K = Kür) | Punkte (Platz) je Disziplin (P = Pflicht, K = Kür) | Punkte (Platz) je Disziplin (P = Pflicht, K = Kür) | Punkte (Platz) je Disziplin (P = Pflicht, K = Kür) | Punkte (Platz) je Disziplin (P = Pflicht, K = Kür) | Punkte (Platz) je Disziplin (P = Pflicht, K = Kür) | Punkte total                |
| Rang | Name             | Boden                                              | Sprung                                             | Barren                                             | Reck                                               | Ringe                                              | Pferd                                              | Punkte total                |
| ---- | ---------------- | -------------------------------------------------- | -------------------------------------------------- | -------------------------------------------------- | -------------------------------------------------- | -------------------------------------------------- | -------------------------------------------------- | --------------------------- |
| 13   | Ferdinand Daniš  | 18,90 (8.) (P: 9,40, K: 9,50)                      | 18,80 (13.) (P: 9,35, K: 9,45)                     | 19,30 (5.) (P: 9,70, K: 9,60)                      | 17,90 (61.) (P: 9,10, K: 8,80)                     | 18,85 (19.) (P: 9,45, K: 9,40)                     | 18,25 (36.) (P: 9,55, K: 8,70)                     | 112,00 (P: 56,55, K: 55,45) |
| 30   | Zdeněk Růžička   | 18,35 (34.) (P: 9,00, K: 9,35)                     | 18,05 (87.) (P: 9,05, K: 9,00)                     | 17,95 (71.) (P: 9,05, K: 8,90)                     | 18,30 (47.) (P: 8,95, K: 9,35)                     | 18,95 (14.) (P: 9,45, K: 9,50)                     | 18,80 (15.) (P: 9,45, K: 9,35)                     | 110,40 (P: 54,95, K: 55,45) |
| 37   | Josef Svoboda    | 18,40 (32.) (P: 9,10, K: 9,30)                     | 18,50 (35.) (P: 9,15, K: 9,35)                     | 18,40 (44.) (P: 9,25, K: 9,15)                     | 18,15 (55.) (P: 9,35, K: 8,80)                     | 18,75 (23.) (P: 9,30, K: 9,45)                     | 17,85 (53.) (P: 9,30, K: 8,55)                     | 110,05 (P: 55,45, K: 54,60) |
| 41   | Leo Sotorník     | 18,05 (47.) (P: 8,80, K: 9,25)                     | 18,85 (9.) (P: 9,35, K: 9,50)                      | 18,10 (60.) (P: 9,35, K: 8,75)                     | 17,60 (75.) (P: 9,05, K: 8,55)                     | 18,45 (38.) (P: 9,20, K: 9,25)                     | 18,45 (29.) (P: 9,30, K: 9,15)                     | 109,50 (P: 55,05, K: 54,45) |
| 44   | Josef Škvor      | 17,85 (59.) (P: 8,90, K: 8,95)                     | 18,35 (54.) (P: 9,20, K: 9,15)                     | 18,60 (31.) (P: 9,20, K: 9,40)                     | 16,95 (100.) (P: 9,15, K: 7,80)                    | 18,75 (23.) (P: 9,40, K: 9,35)                     | 18,60 (22.) (P: 9,30, K: 9,30)                     | 109,10 (P: 55,15, K: 53,95) |
| 45   | Jindřich Mikulec | 18,55 (24.) (P: 9,20, K: 9,35)                     | 18,05 (87.) (P: 9,10, K: 8,95)                     | 18,65 (27.) (P: 9,35, K: 9,30)                     | 18,05 (58.) (P: 9,20, K: 8,85)                     | 18,20 (61.) (P: 9,25, K: 8,95)                     | 17,45 (77.) (P: 8,80, K: 8,65)                     | 108,95 (P: 54,90, K: 54,05) |
| 54   | Vladimír Kejř    | 18,25 (37.) (P: 8,95, K: 9,30)                     | 18,20 (73.) (P: 9,00, K: 9,20)                     | 17,75 (87.) (P: 9,20, K: 8,55)                     | 17,70 (70.) (P: 8,80, K: 8,90)                     | 18,80 (22.) (P: 9,40, K: 9,40)                     | 17,45 (77.) (P: 8,60, K: 8,85)                     | 108,15 (P: 53,95, K: 54,20) |
| 63   | Miloš Kolejka    | 17,40 (84.) (P: 8,15, K: 9,25)                     | 18,05 (87.) (P: 8,85, K: 9,20)                     | 17,90 (74.) (P: 9,20, K: 8,70)                     | 17,75 (67.) (P: 9,15, K: 8,60)                     | 17,85 (77.) (P: 8,45, K: 9,40)                     | 17,75 (57.) (P: 9,25, K: 8,50)                     | 106,70 (P: 53,05, K: 53,65) |

Mannschaftsmehrkampf
- Ferdinand Daniš, Vladimír Kejř, Miloš Kolejka, Jindřich Mikulec, Zdeněk Růžička, Josef Škvor, Leo Sotorník und Josef Svoboda
555,55 Punkte (278,50 Punkte Pflicht / 277,05 Punkte Kür), Rang 7

#### Frauen
Einzelmehrkampf
| Rang | Name            | Punkte (Platz) je Disziplin (P = Pflicht, K = Kür) | Punkte (Platz) je Disziplin (P = Pflicht, K = Kür) | Punkte (Platz) je Disziplin (P = Pflicht, K = Kür) | Punkte (Platz) je Disziplin (P = Pflicht, K = Kür) | Punkte total               |
| Rang | Name            | Boden                                              | Sprung                                             | Schwebebalken                                      | Stufenbarren                                       | Punkte total               |
| ---- | --------------- | -------------------------------------------------- | -------------------------------------------------- | -------------------------------------------------- | -------------------------------------------------- | -------------------------- |
| 14   | Eva Bosáková    | 18,59 (13.) (P: 9,36, K: 9,23)                     | 18,20 (33.) (P: 9,00, K: 9,20)                     | 18,52 (15.) (P: 9,16, K: 9,36)                     | 18,56 (13.) (P: 9,03, K: 9,53)                     | 73,87 (P: 36,55, K: 37,32) |
| 20   | Alena Chadimová | 18,23 (20.) (P: 9,20, K: 9,03)                     | 18,06 (44.) (P: 9,23, K: 8,83)                     | 17,80 (35.) (P: 8,50, K: 9,30)                     | 18,16 (22.) (P: 8,83, K: 9,33)                     | 72,25 (P: 35,76, K: 36,49) |
| 21   | Jana Rabasová   | 17,79 (43.) (P: 9,03, K: 8,76)                     | 18,16 (35.) (P: 9,10, K: 9,06)                     | 18,12 (21.) (P: 9,06, K: 9,06)                     | 18,06 (26.) (P: 8,93, K: 9,13)                     | 72,13 (P: 36,12, K: 36,01) |
| 22   | Božena Srncová  | 17,56 (61.) (P: 9,00, K: 8,56)                     | 18,20 (33.) (P: 9,00, K: 9,20)                     | 18,13 (20.) (P: 8,93, K: 9,20)                     | 18,19 (21.) (P: 9,13, K: 9,06)                     | 72,08 (P: 36,06, K: 36,02) |
| 31   | Hana Bobková    | 17,73 (47.) (P: 9,13, K: 8,60)                     | 17,93 (57.) (P: 8,93, K: 9,00)                     | 17,93 (27.) (P: 8,73, K: 9,20)                     | 17,93 (31.) (P: 8,63, K: 9,30)                     | 71,52 (P: 35,42, K: 36,10) |
| 33   | Matylda Šínová  | 17,43 (73.) (P: 9,03, K: 8,40)                     | 18,13 (38.) (P: 9,40, K: 8,73)                     | 17,82 (34.) (P: 8,46, K: 9,36)                     | 18,09 (25.) (P: 8,73, K: 9,36)                     | 71,47 (P: 35,62, K: 35,85) |
| 34   | Věra Vančurová  | 17,96 (33.) (P: 9,20, K: 8,76)                     | 17,62 (76.) (P: 9,16, K: 8,46)                     | 17,30 (61.) (P: 8,10, K: 9,20)                     | 18,50 (14.) (P: 9,00, K: 9,50)                     | 71,38 (P: 35,62, K: 35,92) |
| 47   | Alena Reichová  | 17,49 (69.) (P: 9,06, K: 8,43)                     | 18,03 (49.) (P: 9,10, K: 8,93)                     | 18,22 (19.) (P: 9,06, K: 9,16)                     | 16,66 (91.) (P: 8,66, K: 8,00)                     | 70,40 (P: 35,88, K: 34,52) |

Mannschaftsmehrkampf
- Hana Bobková, Eva Bosáková, Alena Chadimová, Jana Rabasová, Alena Reichová, Matylda Šínová, Božena Srncová und Věra Vančurová
503,32 Punkte (433,32 Punkte (215,53 Punkte Pflicht - 217,79 Punkte Kür) + 70,00 Punkte Gruppengymnastik), Rang 3